# Hubert Borowicka
Hubert Borowicka  (* 18. August 1910 in Mährisch-Schönberg; † 26. März 1999 in Wien) war Professor für Grundbau und Bodenmechanik an der TU Wien.
Hubert Borowicka studierte Bauingenieurwesen an der TU Wien, legte dort 1934 sein Zweites Staatsexamen ab und wurde 1936 promoviert. Er war noch ein Schüler von Karl von Terzaghi. Von 1957 bis 1980 war er als Nachfolger von Otto Karl Fröhlich ordentlicher Professor und Direktor des Instituts für Grundbau und Bodenmechanik an der TU Wien. 1962/63 war er Dekan der Fakultät für Bauingenieurwesen und Architektur. Sein Nachfolger als Ordinarius für Geotechnik und Institutsdirektor war Heinz Brandl.
Er befasste sich unter anderem mit Böschungsstabilität wie auch sein Vorgänger Fröhlich, was auch Eingang in die deutsche DIN-Norm 4084 fand, und untersuchte in den 1960er Jahren die Rutschungen an der Autobahn Salzburg-Wien. Er befasste sich auch mit der Druckverteilung unter Flachgründungen, worüber er in den 1940er Jahren einflussreiche theoretische Arbeiten veröffentlichte, und untersuchte in den 1970er Jahren die Setzungen beim Bau der UN-City in Wien.
1976 erhielt er den Preis der Stadt Wien für Naturwissenschaften.
Borowicka wurde am Heiligenstädter Friedhof bestattet.